# Ruhrpumpen

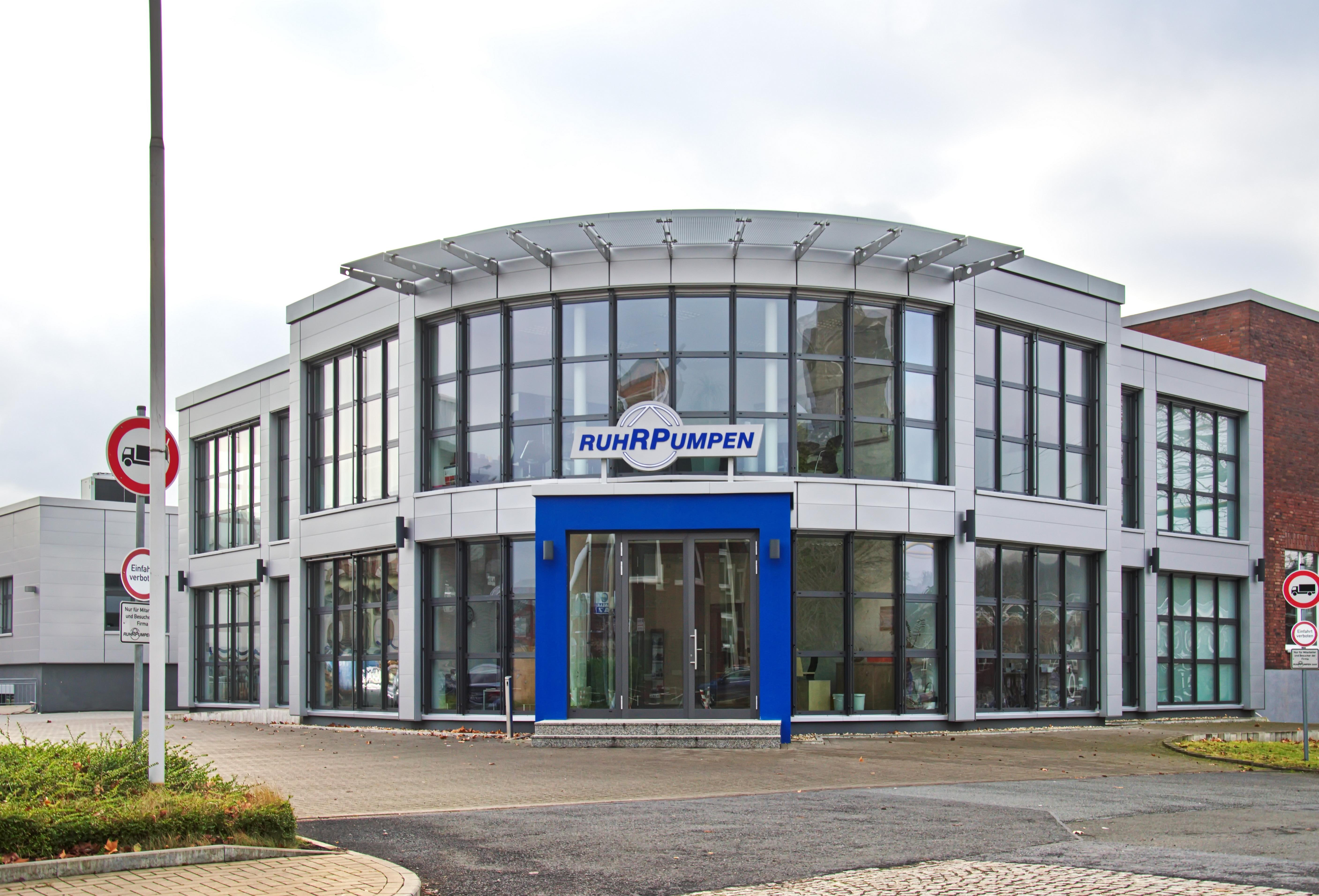
Hauptverwaltung in Witten

Die Ruhrpumpen GmbH ist ein Unternehmen mit Sitz in Witten, das Kreiselpumpen und Kolbenpumpen herstellt. Die Firma ist Teil der Gruppe Corporación EG aus Mexiko. Geschäftsführer ist Jaap van Iperen.

## Geschichte
Das Unternehmen wurde 1950 als Ruhrpumpen GmbH Wende & Hentschel in Witten gegründet. Als Fertigungsstandort wurden die leerstehenden Hallen des liquidierten Annener Gussstahlwerks genutzt. In der Anfangszeit beschränkte sich das Unternehmen auf die Instandhaltung von installierten Pumpen verschiedener Hersteller und die Fertigung von Ersatzteilen, später stieg Ruhrpumpen in den Bau von Zentrifugal- und Kolbenpumpen ein.
Im Jahr 1955 wurde Ruhrpumpen durch die Ruhrstahlwerke übernommen. Nach einer weiteren Übernahme wurde Ruhrpumpen 1963 zu einer Tochter des Rheinstahl-Konzerns und gelangte nach dessen Übernahme durch Thyssen 1973 zur Thyssen Industrie AG.
Im Februar 1997 wurde Ruhrpumpen aus Thyssen ausgegliedert und verkauft. Ruhrpumpen ist heute Teil der Gruppe Corporación EG. Zu den Produktionsstätten von Ruhrpumpen gehören Monterrey, Tulsa, Kairo, Orland, Chennai, Moskau, Rio de Janeiro, Lancing, Changzhou und Buenos Aires. Zu den Hauptabnehmern zählt die Petrochemie.